# Tốc độ ánh sáng
Tốc độ ánh sáng trong chân không, ký hiệu là c, là một hằng số vật lý cơ bản quan trọng trong nhiều lĩnh vực vật lý. Nó có giá trị chính xác bằng 299.792.458 m/s hay ~300.000 km/s là thứ có tốc độ nhanh nhất mà con người biết và ta có thể vận dụng chúng cho những kiến trúc khoa học sau này. Theo thuyết tương đối hẹp, c là tốc độ cực đại mà mọi năng lượng, vật chất, và thông tin trong vũ trụ có thể đạt được. Nó là tốc độ cho mọi hạt phi khối lượng liên kết với các trường vật lý (bao gồm bức xạ điện từ như photon ánh sáng) lan truyền trong chân không. Nó cũng là tốc độ truyền của hấp dẫn (như sóng hấp dẫn) được tiên đoán bởi các lý thuyết hiện tại. Những hạt và sóng truyền với vận tốc c không kể chuyển động của nguồn hay của hệ quy chiếu quán tính của người quan sát. Trong thuyết tương đối, c có liên hệ với không gian và thời gian, và do vậy nó xuất hiện trong phương trình nổi tiếng sự tương đương khối lượng-năng lượng E = mc2.
Vận tốc của ánh sáng khi nó lan truyền qua vật liệu trong suốt, như thủy tinh hoặc không khí, nhỏ hơn c. Tỉ số giữa c và vận tốc v của ánh sáng truyền qua vận liệu gọi là chỉ số chiết suất n của vật liệu (n = c / v). Ví dụ, đối với ánh sáng khả kiến chiết suất của thủy tinh có giá trị khoảng 1,5, có nghĩa là ánh sáng truyền qua thủy tinh với vận tốc c / 1,5 ≈ 200000 km/s; chiết suất của không khí cho ánh sáng khả kiến bằng 1,0003, do vậy tốc độ trong không khí của ánh sáng chậm hơn 90 km/s so với c.
Trong thực hành hàng ngày, ánh sáng có thể coi là lan truyền "tức thì", nhưng đối với khoảng cách lớn và phép đo rất nhạy sự hữu hạn của tốc độ ánh sáng có thể nhận biết được. Ví dụ, trong các video về những cơn bão có tia sét trong khí quyển Trái Đất chụp từ Trạm vũ trụ Quốc tế ISS, hình ảnh tia sáng chạy dài từ ánh chớp có thể nhận thấy được, và cho phép các nhà khoa học ước lượng tốc độ ánh sáng bằng cách phân tích các khung hình về vị trí của đầu sóng tia sáng. Điều này không hề ngạc nhiên, do thời gian ánh sáng đi một vòng quanh chu vi Trái Đất vào cỡ 140 ms. Hiện tượng thời gian trễ này cũng chính là nguyên nhân trong cộng hưởng Schumann. Trong liên lạc truyền tín hiệu thông tin đến các tàu không gian, thời gian mất khoảng từ vài phút đến hàng giờ cho tín hiệu đến được Trái Đất và ngược lại. Ánh sáng phát ra từ những ngôi sao đến được chúng ta mất thời gian nhiều năm, cho phép các nhà thiên văn nghiên cứu được lịch sử của vũ trụ bằng cách quan sát những thiên thể ở rất xa. Tốc độ hữu hạn của ánh sáng cũng đặt ra giới hạn lý thuyết cho tốc độ tính toán của máy tính, do thông tin dưới dạng bit truyền bằng tín hiệu điện trong máy tính giữa các bộ vi xử lý. Cuối cùng, tốc độ ánh sáng có thể được kết hợp với thời gian chuyến bay nhằm đo lường các khoảng cách lớn với độ chính xác cao.
Ole Rømer là người đầu tiên chứng tỏ ánh sáng truyền với tốc độ hữu hạn vào năm 1676 (trái ngược với suy nghĩ tốc độ tức thì vào thời đó) khi ông nghiên cứu chuyển động biểu kiến của vệ tinh Io của Sao Mộc. Năm 1865, James Clerk Maxwell dựa trên lý thuyết điện từ của mình chứng tỏ được ánh sáng là một dạng sóng điện từ, do hằng số c xuất hiện trong các phương trình truyền sóng của ông. Năm 1905, Albert Einstein nêu ra tiên đề rằng tốc độ ánh sáng trong chân không đối với mọi hệ quy chiếu quán tính là không đổi và độc lập với chuyển động của nguồn sáng, và cùng với một tiên đề và các định luật khác ông đã xây dựng lên thuyết tương đối hẹp và chứng minh rằng hằng số c còn có liên hệ bản chất sâu xa ngoài khái niệm tốc độ ánh sáng và sóng điện từ. Sau nhiều thập kỷ đo lường chính xác, năm 1975 tốc độ ánh sáng trong chân không được định nghĩa lại bằng 299792458 m/s với sai số là 4 phần tỷ. Năm 1983, đơn vị đo mét được định nghĩa lại trong hệ SI bằng khoảng cách ánh sáng truyền trong chân không trong thời gian bằng 1/299.792.458 của một giây. Kết quả là, giá trị số của c trong đơn vị mét trên giây được định nghĩa cố định và chính xác.

## Giá trị số, ký hiệu, và đơn vị
Tốc độ ánh sáng trong chân không ký hiệu là c. Ký hiệu c bắt nguồn từ chữ "constant" (hằng số) trong hệ thống đơn vị đo vật lý, và c cũng bắt nguồn từ chữ Latin "celeritas", có nghĩa là "nhanh nhẹn" hay "tốc độ". (Chữ C hoa trong đơn vị SI ký hiệu cho đơn vị coulomb của điện tích.) Ban đầu, ký hiệu V được dùng cho tốc độ ánh sáng, do James Clerk Maxwell sử dụng năm 1865. Năm 1856, Wilhelm Eduard Weber và Rudolf Kohlrausch đã sử dụng c cho một hằng số khác mà sau này được chỉ ra nó bằng √2 lần tốc độ ánh sáng trong chân không. Năm 1894, Paul Drude định nghĩa lại c theo cách sử dụng hiện đại. Einstein ban đầu cũng sử dụng V trong bài báo về thuyết tương đối hẹp năm 1905, nhưng vào năm 1907 ông chuyển sang sử dụng c, và bắt đầu từ đó nó trở thành một ký hiệu tiêu chuẩn cho tốc độ ánh sáng.
Đôi khi c được sử dụng cho tốc độ sóng trong môi trường vật liệu bất kỳ, và c0 là ký hiệu cho tốc độ ánh sáng trong chân không. Ký hiệu với chỉ số dưới, như được sử dụng trong các văn bản chính của hệ SI, có cùng dạng như đối với các hằng số liên hệ với nó: bao gồm μ0 cho hằng số từ môi hoặc hằng số từ, ε0 cho hằng số điện môi hoặc hằng số điện, và Z0 cho trở kháng chân không. Bài viết này sử dụng c cho cả tốc độ ánh sáng trong chân không.
Trong hệ SI, mét được định nghĩa là khoảng cách ánh sáng lan truyền trong chân không với thời gian bằng 1/299792458 của một giây. Định nghĩa này cố định giá trị của tốc độ ánh sáng trong chân không chính xác bằng 299792458 m/s.
Là một hằng số vật lý có thứ nguyên, giá trị số của c có thể khác nhau trong một vài hệ đơn vị.
Trong những ngành của vật lý mà c xuất hiện, như trong thuyết tương đối, các nhà vật lý thường sử dụng hệ đo đơn vị tự nhiên hoặc hệ đơn vị hình học mà c = 1. Và khi sử dụng những hệ đo này, c không còn xuất hiện trong các phương trình vật lý nữa do giá trị của nó bằng 1 không ảnh hưởng đến kết quả các đại lượng khác.

## Vai trò cơ sở trong vật lý
Tốc độ ánh sáng lan truyền trong chân không độc lập với cả chuyển động của nguồn sáng cũng như đối với hệ quy chiếu quán tính của người quan sát. Tính bất biến của tốc độ ánh sáng do Einstein nêu thành tiên đề trong bài báo về thuyết tương đối hẹp năm 1905, sau khi thôi thúc bởi lý thuyết điện từ cổ điển Maxwell và không có chứng cứ thực nghiệm nào cho ête siêu sáng tồn tại; và sự bất biến này đã được nhiều thí nghiệm xác nhận. Các nhà vật lý hiện nay chỉ có thể xác nhận bằng thực nghiệm về tốc độ của ánh sáng theo phương pháp trên hai đường truyền (two-way speed of light) (ví dụ, từ nguồn đến gương phản xạ và quay trở lại) là độc lập với hệ quy chiếu, bởi vì không thể đo được tốc độ ánh sáng trên một đường truyền (one-way speed of light) (ví dụ, từ một nguồn ở rất xa) mà bỏ qua một số quy ước về tính đồng bộ hóa giữa đồng hồ ở nguồn phát và đồng hồ ở máy thu. Tuy nhiên, bằng cách chấp nhận phương pháp đồng bộ hóa Einstein cho các đồng hồ, tốc độ ánh sáng truyền trong thí nghiệm một đường được các nhà vật lý đặt bằng tốc độ ánh sáng truyền trong thí nghiệm hai đường. Thuyết tương đối hẹp khám phá ra những hệ quả kỳ lạ dựa trên tiên đề bất biến của c và tiên đề về các định luật vật lý là như nhau trong mọi hệ quy chiếu quán tính. Một hệ quả c là tốc độ của mọi hạt phi khối lượng và sóng bao gồm ánh sáng chuyển động trong chân không.

Hệ số Lorentz γ như là hàm của vận tốc. Nó bắt đầu bằng 1 và tiệm cận đến giá trị vô hạn khi v tiếp cận đến c.

Thuyết tương đối hẹp có nhiều hệ quả phản trực giác và những kết quả này đã được xác nhận bằng thực nghiệm. Bao gồm nguyên lý tương đương khối lượng - năng lượng (E = mc2), sự co độ dài (các vật chuyển động nhìn ngắn đi), và sự giãn thời gian (các đồng hồ chuyển động chạy chậm hơn). Thừa số γ đặc trưng cho độ dài co bao nhiêu và thời gian giãn bao nhiêu gọi là hệ số Lorentz và cho bởi công thức γ = (1 − v2/c2)−1/2, trong đó v vận tốc của vật. Sự khác nhau giữa γ và 1 bỏ qua được khi tốc độ của vật nhỏ hơn c rất nhiều, như các vận tốc trong đời sống hàng ngày—hay trong thuyết tương đối hẹp nó được xấp xỉ thành nguyên lý tương đối Galileo— nhưng hệ số sẽ tăng lên khi tốc độ tương đối tính và tiến tới giá trị vô hạn khi v tiếp cận đến c.
Những kết quả này trong thuyết tương đối hẹp có thể tổng hợp lại khi coi không gian và thời gian thành một cấu trúc thống nhất gọi là không thời gian (với c liên hệ giữa các đơn vị không gian và thời gian), và đòi hỏi các lý thuyết vật lý phải thỏa mãn một đối xứng đặc biệt gọi là bất biến Lorentz, mà trong các công thức của những lý thuyết này chứa hằng số c. Bất biến Lorentz là một giả thuyết phổ quát trong các lý thuyết vật lý hiện đại, như điện động lực học lượng tử, sắc động lực học lượng tử, Mô hình chuẩn của vật lý hạt, thuyết tương đối tổng quát cũng như mô hình Vụ Nổ Lớn. Như thế tham số c là phổ biến trong vật lý hiện đại, xuất hiện trong nhiều phương trình không liên quan đến ánh sáng. Ví dụ, trong thuyết tương đối rộng tiên đoán c cũng là vận tốc lan truyền của trường hấp dẫn hay sóng hấp dẫn. Trong những hệ quy chiếu phi quán tính (không thời gian cong trong thuyết tương đối tổng quát và trong hệ quy chiếu chuyển động gia tốc), tốc độ cục bộ của ánh sáng là hằng số và bằng c, nhưng tốc độ ánh sáng dọc một quỹ đạo có độ dài hữu hạn có thể khác c, phụ thuộc vào khoảng cách và thời gian được định nghĩa như thế nào.
Nói chung các nhà vật lý thường giả sử những hằng số cơ bản như c có cùng một giá trị trong nhiều vùng không thời gian, có nghĩa là chúng không phụ thuộc vào vị trí cũng như không biến đổi theo thời gian. Tuy nhiên, có một số tác giả đã đề xuất lý thuyết rằng tốc độ ánh sáng có thể thay đổi theo thời gian. Chưa có bằng chứng thực nghiệm được chấp thuận rộng rãi cho sự biến đổi của các hằng số, nhưng nó vẫn là một chủ đề được tiếp tục nghiên cứu.
Các nhà vật lý cũng đồng thuận giả sử tốc độ của ánh sáng là đẳng hướng, có nghĩa nó có cùng một giá trị trong những hướng mà nó được đo. Quan sát bức xạ từ các mức năng lượng hạt nhân như là hàm của hạt nhân phát xạ theo hướng riêng trong từ trường (như thí nghiệm Hughes–Drever), và các máy cộng hưởng quang học (như bộ cộng hưởng trong các thí nghiệm kiểu thí nghiệm Michelson-Morley) đã đặt ra giới hạn chặt cho khả năng phi đẳng hướng trên thí nghiệm hai đường truyền.

### Giới hạn trên của tốc độ
Theo thuyết tương đối hẹp, năng lượng của một vật với có khối lượng nghỉ m và vận tốc v tính theo công thức E = γmc2, với γ là hệ số Lorentz xác định ở trên. Khi v bằng 0, γ bằng 1, và xuất hiện công thức nổi tiếng E = mc2 cho sự tương đương khối lượng - năng lượng. Thừa số γ tiếp cận giá trị vô hạn khi v gần bằng c, và do đó cần một năng lượng vô hạn để gia tốc một vật có khối lượng đến vận tốc của ánh sáng. Tốc độ ánh sáng là giới hạn trên cho tốc độ của mọi vật có khối lượng nghỉ dương. Điều này đã được xác nhận bằng thực nghiệm trong nhiều thí nghiệm về năng lượng và động lượng tương đối tính.

Sự kiện A xảy ra trước sự kiện B trong hệ quy chiếu màu đỏ, và xảy ra đồng thời với B trong hệ quy chiếu màu lục, và xảy ra sau sự kiện B trong hệ quy chiếu xanh da trời. (lưu ý, A không là nguyên nhân cũng như hệ quả của B)

Tổng quát hơn, thông tin hay năng lượng không thể truyền nhanh hơn ánh sáng. Một ví dụ cho hệ quả phản trực giác này trong thuyết tương đối hẹp đó là tính tương đối của sự đồng thời. Nếu khoảng không gian giữa hai sự kiện A và B lớn hơn thời gian giữa chúng nhân với tốc độ ánh sáng c thì có những hệ quy chiếu trong đó A xảy ra trước B, trong hệ khác thì B xảy ra trước A, và có những hệ thì chúng xảy ra đồng thời. Hệ quả là, nếu có thứ chuyển động nhanh hơn c trong một hệ quy chiếu quán tính, nó có thể chuyển động quay ngược thời gian đối với một hệ quy chiếu quán tính khác, và tính nhân quả sẽ bị vi phạm. Trong hệ quy chiếu này, một "hiệu ứng" có thể được quan sát trước cả "nguyên nhân" của nó. Sự vi phạm nguyên lý nhân quả chưa bao giờ được quan sát, và có thể dẫn đến những nghịch lý như phản điện thoại tachyon (tachyonic antitelephone).

## Quan sát và thí nghiệm về chuyển động nhanh hơn ánh sáng
Có những tình huống dường như vật chất, năng lượng, hoặc thông tin truyền với vận tốc nhanh hơn tốc độ ánh sáng c, nhưng thực chất không phải vậy. Ví dụ, như được thảo luận trong phần sự lan truyền của ánh sáng trong môi trường ở dưới, nhiều vận tốc sóng có thể vượt c. Cụ thể, vận tốc pha của tia X truyền qua hầu hết thủy tinh có thể vượt c, nhưng sóng này không chứa một thông tin vật lý gì.
Nếu một chùm laser quét nhanh qua một vật ở xa, điểm sáng có thể chạy nhanh hơn c, mặc dù chuyển động ban đầu của điểm bị trễ bởi vì thời gian ánh sáng truyền đến vật ở xa này luôn bằng c (trong chân không). Tuy nhiên, chỉ có thực thể vật lý đang chuyển động là tia laser và nó phát ra ánh sáng truyền với vận tốc c từ laser đến nhiều vị trí của điểm. Tương tự, bóng của hình chiếu lên một thể ở xa có thể nghĩ là chuyển động nhanh hơn ánh sáng, sau một thời gian trễ. Trong tất cả các trường hợp bao gồm vật chất, năng lượng, hoặc thông tin không có cái nào chuyển động nhanh hơn ánh sáng.
Tốc độ thay đổi khoảng cách giữa hai vật trong cùng một hệ quy chiếu mà chúng đang chuyển động có giá trị có thể vượt c. Tuy nhiên, tốc độ này không thể hiện tốc độ của từng vật đo bởi một hệ quy chiếu quán tính.
Những hiệu ứng lượng tử mà thông tin hiện lên dường như truyền tức thì nhanh hơn c, như nghịch lý EPR. Trong thí nghiệm tưởng tượng này bao gồm trạng thái lượng tử của hai hạt bị vướng víu với nhau. Cho tận đến khi các hạt được quan sát (hay đo), cả hai tồn tại trong trạng thái chồng chập của hai trạng thái lượng tử. Nếu hai hạt này nằm cách xa nhau và khi một trạng thái lượng tử của một hạt được quan sát, trạng thái lượng tử của hạt kia ngay lập tức được xác định (hay là thông tin có thể truyền từ hạt này sang hạt kia nhanh hơn tốc độ ánh sáng). Tuy nhiên, chúng ta không thể kiểm soát (hay biết trước được) hạt thứ nhất có trạng thái lượng tử nào trước khi đo nó, và do vậy thông tin không thể được truyền đi theo nghĩa thông thường này.
Một hiệu ứng lượng tử khác tiên đoán sự xuất hiện nhanh hơn tốc độ ánh sáng gọi là hiệu ứng Hartman; dưới những điều kiện xác định thời gian cần thiết cho một hạt ảo thực hiện chui hầm đi qua một hàng rào là hằng số, không kể chiều dày của hàng rào là bao nhiêu. Điều này dẫn tới một hạt ảo có thể băng qua một khoảng cách lớn với tốc độ nhanh hơn ánh sáng. Tuy nhiên, không một thông tin nào có thể gửi nhờ sử dụng hiệu ứng này.
Có những chuyển động siêu sáng khi quan sát các thiên thể trên bầu trời, như các tia tương đối tính phát ra từ các thiên hà vô tuyến hoặc từ quasar. Tuy nhiên, những tia này không chuyển động với vận tốc vượt tốc độ ánh sáng: đây chỉ là hiệu ứng hình chiếu của chuyển động siêu sáng do một vật (hạt) chuyển động với vận tốc gần bằng vận tốc ánh sáng và tới Trái Đất hợp với góc nhỏ của hướng nhìn: do ánh sáng phát ra lúc chùm tia (hạt) ở vị trí xa hơn sẽ mất thời gian lâu hơn để đến được Trái Đất, khoảng thời gian giữa hai lần quan sát kế tiếp sẽ tương ứng với một khoảng thời gian lớn hơn giữa các khoảnh khắc tia sáng phát ra.
Trong mô hình về vũ trụ đang giãn nở, thiên hà càng ở xa thì có vận tốc lùi ra xa càng lớn. Sự lùi xa này không phải là do chuyển động của thiên hà trong không gian, mà thực chất là sự giãn nở của chính không gian. Ví dụ, thiên hà xa Trái Đất chuyển động lùi ra xa với vận tốc tỷ lệ với khoảng cách của nó. Vượt ra ngoài biên giới gọi là mặt cầu Hubble, vận tốc của các thiên hà sẽ vượt tốc độ ánh sáng khi khoảng cách của chúng đến Trái Đất rất lớn.
Tháng 9 năm 2011, các nhà vật lý làm việc tại thí nghiệm OPERA công bố kết quả cho thấy chùm hạt neutrino chuyển động từ CERN (ở Genève, Thụy Sĩ) đến phòng thí nghiệm Gran Sasso (LNGS, Italia) với vận tốc nhanh hơn tốc độ ánh sáng. Kết quả của họ, được một số người coi là "dị thường neutrino chuyển động siêu sáng", sau đó được chính phát ngôn viên thí nghiệm OPERA xác nhận là đã có những sai số trong thí nghiệm, với một số sợi quang học bị hỏng làm ảnh hưởng đến kết quả đo.

## Sự lan truyền của ánh sáng
Vật lý cổ điển miêu tả ánh sáng là một loại bức xạ điện từ. Những tính chất cổ điển của trường điện từ được miêu tả bởi phương trình Maxwell, tiên đoán tốc độ truyền sóng điện từ c (như ánh sáng) trong chân không có liên hệ với hằng số điện môi ε0 và hằng số từ môi μ0 bằng phương trình c = 1/√ε0μ0. Trong cơ học lượng tử, trường điện từ được miêu tả bằng lý thuyết điện động lực học lượng tử (QED). Theo lý thuyết này, ánh sáng được miêu tả là trạng thái kích thích cơ bản (hay lượng tử) của trường điện từ, gọi là photon. Photon là những hạt phi khối lượng và do vậy theo thuyết tương đối hẹp, chúng chuyển động với vận tốc ánh sáng trong chân không.
Một số lý thuyết mở rộng QED trong đó photon có khối lượng cũng đã được xem xét. Trong lý thuyết này, vận tốc của nó phụ thuộc vào tần số của nó, và bất biến tốc độ c của thuyết tương đối hẹp có thể là giới hạn trên của tốc độ ánh sáng trong chân không. Chưa một hiệu ứng biến đổi của tốc độ ánh sáng phụ thuộc tần số được xác nhận trong những thí nghiệm phức tạp, đặt ra giới hạn chặt chẽ cho khối lượng của photon. Giới hạn này phụ thuộc vào từng mô hình lý thuyết: nếu một photon có khối lượng như miêu tả trong thuyết của Proca, giới hạn trên về thực nghiệm cho khối lượng của photon là 10−57 gram; còn nếu khối lượng của photon có được từ cơ chế Higgs, giới hạn khối lượng của nó nhỏ hơn, m ≤ 10−14 eV/c2  (gần bằng 2 × 10−47 g).
Một lý do khác cho tốc độ ánh sáng thay đổi theo tần số có thể là sự mất hiệu lực của thuyết tương đối hẹp khi áp dụng cho những hệ vật lý vi mô, như được tiên đoán bởi một số lý thuyết về hấp dẫn lượng tử. Năm 2009, khi quan sát phổ từ chớp tia gamma GRB 090510, các nhà thiên văn đã không tìm thấy một sự khác biệt nào giữa tốc độ của các photon có năng lượng khác nhau, và xác nhận bất biến Lorentz đúng ít nhất đến cấp độ dài Planck (lP = √ħ G/c3 ≈ 16163×10−35 m) chia cho 1,2.

### Trong môi trường
Trong môi trường, ánh sáng thường không lan truyền với tốc độ bằng c; hơn nữa những ánh sáng có bước sóng khác nhau sẽ lan truyền với tốc độ khác nhau. Đối với sóng phẳng (sóng lấp đầy trong không gian, chỉ với một tần số), vận tốc dịch chuyển của điểm có pha dao động không đổi trong không gian theo hướng cho trước gọi là vận tốc pha vp. Một tín hiệu vật lý thực với độ mở hữu hạn (xung ánh sáng) có các phần truyền với vận tốc khác nhau. Phần lớn nhất của xung (biên độ sóng) lan truyền với vận tốc nhóm vg, và phần sớm nhất lan truyền với vận tốc đầu sóng  vf.

Điểm màu xanh lam lan truyền với vận tốc của gợn sóng, vận tốc pha; điểm xanh lục di chuyển với vận tốc của biên độ, vận tốc nhóm; và điểm đỏ di chuyển dẫn đầu xung, vận tốc đầu sóng

Vận tốc pha có vai trò quan trọng trong cách xác định sóng ánh sáng lan truyền qua vật liệu hoặc từ môi trường này sang môi trường khác. Nó thường được ký hiệu bằng chiết suất. Chiết suất của vật liệu được định nghĩa bằng tỷ số giữa c với vận tốc pha vp trong vật liệu: chỉ số có giá trị lớn hơn tương ứng với vận tốc ánh sáng trong vật liệu đó nhỏ hơn. Chiết suất của vật liệu hay môi trường phụ thuộc vào tần số ánh sáng, cường độ, sự phân cực, hoặc hướng truyền sóng; mặc dù trong nhiều trường hợp, tốc độ ánh sáng có thể coi như là một hằng số phụ thuộc vật liệu hay môi trường mà nó truyền qua. Chiết suất của không khí có giá trị xấp xỉ 1,0003. Môi trường đặc hơn, như nước, thủy tinh, và kim cương, có chiết suất tương ứng 1,3; 1,5 và 2,4 đối với ánh sáng khả kiến. Trong vật liệu khác như ngưng tụ Bose–Einstein gần độ không tuyệt đối, tốc độ hữu hiệu của ánh sáng chỉ là vài mét trên giây. Tuy nhiên, điều này là do ánh sáng (photon) bị trễ do hấp thụ và tái phát xạ bởi nguyên tử, và chúng thể hiện ra có vận tốc nhỏ hơn c trong môi trường. Như vậy, ánh sáng "bị chạy chậm" trong lòng vật chất, và hai đội vật lý độc lập tuyên bố họ đã làm cho ánh sáng trở lên hoàn toàn "đứng yên" khi truyền qua ngưng tụ Bose–Einstein của nguyên tố rubidi, một đội tại Đại học Harvard và tại Viện Khoa học Rowland ở Cambridge, Massachusetts, và đội kia ở Trung tâm thiên văn vật lý Harvard–Smithsonian, cũng ở Cambridge. Tuy nhiên, cách mô tả phổ biến về ánh sáng bị "đứng yên" trong những thí nghiệm này coi ánh sáng chỉ được lưu trữ trong trạng thái kích thích của nguyên tử trong ngưng tụ Bose-Einstein, và sau đó nguyên tử lại tái phát ra photon ở thời điểm bất kỳ sau đó, khi bị kích thích bởi xung laser. Trong thời gian mà các nhà vật lý gọi nó "bị đứng yên", nó không còn là ánh sáng nữa. Tính chất vi mô này nói chung đúng trong mọi môi trường trong suốt làm chậm ánh sáng khi nó truyền qua.
Trong vật liệu trong suốt, hệ số chiết suất nói chung lớn hơn 1, có nghĩa là vận tốc pha của sóng phải nhỏ hơn c. Trong những vật liệu khác, không thể có chiết suất nhỏ hơn 1 đối với một số tần số; nhưng trong một số vật liệu nhân tạo thậm chí có chiết suất âm. Nguyên lý nhân quả không hề bị vi phạm hàm ý rằng các phần thực và phần ảo của hằng số điện môi đối với vật liệu bất kỳ, tương ứng với chiết suất và hệ số giảm yếu (attenuation coefficient), được diễn tả trong liên hệ Kramers–Kronig. Trong phạm vi thực hành, điều này có nghĩa là trong những vật liệu có chiết suất nhỏ hơn 1, sự hấp thụ sóng diễn ra rất nhanh khiến cho không tín hiệu nào có thể gửi nhanh hơn ánh sáng.
Một xung với vận tốc nhóm và vận tốc pha khác nhau (xuất hiện nếu vận tốc pha không như nhau đối với mọi tần số của xung) thì sẽ triệt tiêu dần theo thời gian, một quá trình gọi là tán sắc quang học. Có những vật liệu có giá trị vận tốc nhóm cực thấp (hoặc thậm chí bằng 0) đối với sóng ánh sáng truyền qua, hiện tượng gọi là ánh sáng chậm (slow light), và đã được xác nhận qua nhiều thí nghiệm.
Ngược lại, các nhà vật lý cũng chỉ ra có những vật liệu cho phép vận tốc nhóm của sóng vượt c trong các thí nghiệm. Nhưng vận tốc nhóm không thể có giá trị vô hạn hoặc âm, tương ứng với hệ quả xung sẽ lan truyền tức thời hoặc đi ngược thời gian.

Tuy nhiên, không một trường hợp nào ở trên cho phép thông tin vật lý truyền nhanh hơn tốc độ ánh sáng c. Các nhà vật lý cũng chỉ ra chúng ta không thể truyền thông tin bằng một xung ánh sáng có vận tốc nhanh hơn tốc độ của điểm dẫn đầu xung (vận tốc đầu sóng-front velocity). Người ta cũng chỉ ra rằng (dưới những giả sử xác định) vận tốc đầu sóng luôn luôn bằng c.
Một hạt có khối lượng đi qua môi trường có thể có vận tốc lớn hơn vận tốc pha của xung ánh sáng trong môi trường đó (và vẫn có vận tốc nhỏ hơn c). Khi một hạt điện tích đi xuyên qua môi trường vật liệu lưỡng cực điện, thì hạt đó sẽ phát ra một dạng sóng xung kích trong miền sóng điện từ, gọi là bức xạ Cherenkov.

## Ảnh hưởng của tốc độ hữu hạn trong thực hành
Tốc độ ánh sáng có liên quan đến khả năng truyền tin: Thời gian trễ trọn vòng và hành trình trên một tuyến (one-way) lớn hơn 0. Độ trễ này áp dụng cho những khoảng cách nhỏ đến thang khoảng cách thiên văn. Mặt khác, một số kĩ thuật phụ thuộc vào tốc độ hữu hạn của ánh sáng, ví dụ trong đo lường khoảng cách.

### Khoảng cách nhỏ
Trong những siêu máy tính, tốc độ ánh sáng đặt ra giới hạn dữ liệu có thể gửi nhanh bao nhiêu giữa các bộ vi xử lý. Nếu một vi xử lý hoạt động tại mức 1 gigahertz, thì tín hiệu điện chỉ có thể truyền với khoảng cách cực đại 30 xentimét (1 ft) trong một chu kỳ. Do đó các vi xử lý phải được đặt ở gần nhau nhằm cực tiểu hóa độ trễ truyền tín hiệu; nhưng khi đặt gần quá lại làm cho vấn đề tản nhiệt ở các bộ vi xử lý trở lên khó khăn. Nếu tần số các đồng hồ tiếp tục tăng, tốc độ ánh sáng sẽ trở thành yếu tố giới hạn trong vấn đề thiết kế kiến trúc mạch từng con chip.

### Khoảng cách lớn trên Trái Đất
Chu vi Trái Đất vào khoảng 40.075 km và c vào khoảng 300.000 km/s, do vậy khoảng thời gian ngắn nhất cho một mẩu tin truyền qua một nửa địa cầu vào khoảng 67 milli giây. Khi ánh sáng truyền qua sợi quang học, thì thời gian thực sẽ lớn hơn một phần vì ánh sáng truyền chậm hơn khoảng 35% tốc độ ánh sáng trong sợi quang, và phụ thuộc vào chiết suất vật liệu n. Hơn nữa, ít khi có những tuyến cáp viễn thông thẳng tắp, và do đó độ trễ còn xuất hiện khi tín hiệu truyền qua các bộ chuyển cổng điện tử hay các bộ bù suy giảm tín hiệu.

### Chuyến bay không gian và thiên văn học

Minh họa chùm sáng truyền từ Trái Đất đến Mặt Trăng mất 1,255 giây trên khoảng cách trung bình (bề mặt đến bề mặt). Kích thước tương đối và khoảng cách giữa hai thiên thể vẽ theo tỷ lệ.

Quá trình truyền thông tin liên lạc giữa Trái Đất và các tàu không gian không phải là tức thời. Có một độ trễ từ nguồn phát đến bộ thu. Độ trễ này ảnh hưởng quan trọng đến liên lạc giữa Trung tâm điều khiển phi vụ và Apollo 8 khi nó là con tàu đầu tiên bay quanh Mặt Trăng: đối với mỗi câu hỏi, người chỉ huy ở mặt đất phải đợi ít nhất 3 giây để nhận lại được câu trả lời từ phi hành gia. Độ trễ thông tin giữa Trái Đất và Sao Hỏa có thể thay đổi từ 5 đến 20 phút phụ thuộc vào vị trí tương đối giữa hai hành tinh. Hệ quả là nếu có một robot hoạt động trên bề mặt Sao Hỏa gặp phải một chướng ngại vật, người chỉ huy sẽ không biết điều này ít nhất 5 phút sau, hoặc thậm chí 20 phút sau hoặc lâu hơn; và sẽ cần thêm ít nhất 5 tới 20 phút để truyền lại mệnh lệnh từ Trái Đất đến Sao Hỏa. Do đó các kĩ sư đã lập trình cho robot tự hành và tự phát hiện ra chướng ngại vật trên đường đi...
Cơ quan NASA phải đợi ít nhất vài giờ để nhận được thông tin từ các tàu thăm dò Sao Mộc và Sao Thổ, và nếu họ cần hiệu chỉnh quỹ đạo con tàu, tín hiệu nó nhận được cũng phải mất một khoảng thời gian tương ứng, và vấn đề này tạo ra rủi ro cho điều khiển các con tàu trong không gian sâu thẳm.
Ánh sáng và sóng điện từ nhận được từ các nguồn thiên thể ở xa phải mất một khoảng thời gian lớn mới đến được Trái Đất. Ví dụ, ánh sáng mất 12 tỷ (12×109) năm để từ những thiên hà xa nhất đến Trái Đất trong bức ảnh chụp Vùng Sâu Hubble. Những bức ảnh này, chụp bởi kính thiên văn không gian Hubble ghi lại hình ảnh các thiên hà từ 12 tỷ năm trước, khi Vũ trụ mới hơn 1 tỷ năm tuổi. Nhờ vào sự thực các vật thể càng ở xa thì hiện lên càng trẻ, do sự hữu hạn của tốc độ ánh sáng, cho phép các nhà thiên văn học nghiên cứu tiến hóa sao, thiên hà, và chính vũ trụ.
Khoảng cách thiên văn học thường được biểu diễn bằng năm ánh sáng, như trong các ấn bản đại chúng hay phương tiện truyền thông. Một năm ánh sáng là quãng đường ánh sáng đi được trong một năm, bằng khoảng 9461 tỷ kilômét, hay 0,3066 parsec. Khi làm tròn, một năm ánh sáng bằng 10 nghìn tỷ kilômét. Proxima Centauri, sao lùn đỏ nằm gần Trái Đất nhất sau Mặt Trời, cách xa khoảng 4,2 năm ánh sáng.

### Đo khoảng cách
Sử dụng hệ thống radar người ta có thể đo khoảng cách đến vật mục tiêu bằng tính thời gian xung vô tuyến trở lại ăng ten radar sau khi phản xạ từ vật cần đo: khoảng cách đến mục tiêu bằng một nửa thời gian đo được nhân với tốc độ ánh sáng. Máy thu của hệ thống định vị toàn cầu (GPS) đo khoảng cách từ nó đến các vệ tinh GPS dựa trên thời gian tín hiệu vô tuyến từ nó đến được từng vệ tinh, và từ những khoảng cách này bộ thu sẽ tự động tính ra tọa độ địa lý nó đang đặt tại đây. Bởi vì tốc độ ánh sáng bằng khoảng 300.000 kilômét một giây, đo lường về thời gian và độ trễ giữa vệ tinh và máy thu cần phải rất chính xác. Thí nghiệm định tầm laser Mặt Trăng, thiên văn vô tuyến và Mạng lưới không gian sâu thẳm (Deep Space Network) có thể dùng để xác định khoảng cách tương ứng đến Mặt Trăng, hành tinh và các tàu không gian, bằng cách đo thời gian truyền tín hiệu trọn vòng.

## Đo tốc độ ánh sáng
Có một số cách xác định giá trị của c. Một là đo tốc độ thực của ánh sáng lan truyền, dựa trên nhiều thiên thể thiên văn học cũng như trong phòng thí nghiệm. Tuy nhiên, cũng có thể xác định gián tiếp giá trị của c từ những định luật vật lý mà hằng số này xuất hiện, ví dụ, bằng cách đo hằng số điện môi ε0 và hằng số từ môi μ0 và sử dụng liên hệ giữa chúng nhằm xác định c. Về mặt lịch sử, những kết quả chính xác nhất nhận được từ phép đo riêng rẽ tần số và bước sóng của chùm sáng đơn sắc, và tích của chúng cho giá trị c.
Năm 1983 đơn vị mét được định nghĩa lại là "độ dài ánh sáng truyền qua chân không trong khoảng thời gian 1⁄299.792.458 của một giây", và định nghĩa tốc độ ánh sáng được giữ giá trị cố định chính xác 299792458 m/s, như miêu tả ở dưới. Hệ quả là những phép đo chính xác về tốc độ ánh sáng thực chất mang lại kết quả đo chính xác hơn là giá trị c.

### Trong thiên văn học
Không gian vũ trụ là một phòng thí nghiệm tự nhiên cho phép đo tốc độ ánh sáng bởi vì nó là một không gian rộng lớn và là chân không gần như hoàn hảo. Điển hình như các nhà thiên văn đo thời gian cần thiết cho ánh sáng truyền qua một số khoảng cách tham chiếu trong Hệ Mặt Trời, như bán kính trung bình của quỹ đạo Trái Đất. Về mặt lịch sử, một số phép đo về bán kính quỹ đạo đã cho kết quả khá chính xác, dựa trên những đơn vị độ dài cơ sở được định nghĩa trong lịch sử. Thường thường kết quả được biểu diễn bằng đơn vị thiên văn (AU) trên ngày. Một đơn vị thiên văn là khoảng cách trung bình xấp xỉ từ Trái Đất đến Mặt Trời; nó không là đơn vị cơ bản trong hệ SI. Bởi vì đơn vị AU xác định bởi khoảng cách thực tế, nó không là cơ sở cho kỹ thuật thời gian bay giống như trong hệ SI, những phép đo hiện đại về tốc độ ánh sáng theo đơn vị thiên văn trên ngày có thể so với định nghĩa về giá trị của c trong hệ SI.
Ole Christensen Rømer là người đầu tiên dựa trên quan sát thiên văn học nhằm ước lượng tốc độ ánh sáng. Khi đo từ Trái Đất, chu kỳ quỹ đạo của các vệ tinh tự nhiên quay quanh một hành tinh ở xa đo được sẽ ngắn hơn khi khoảng cách từ Trái Đất đến hành tinh đó gần hơn và chu kỳ sẽ lớn hơn khi hành tinh ở xa Trái Đất hơn. Khoảng cách ánh sáng lan truyền từ hành tinh (hoặc mặt trăng của nó) đến Trái Đất sẽ ngắn nhất khi Trái Đất ở vị trí quỹ đạo gần với hành tinh nhất và khi Trái Đất ở vị trí quỹ đạo xa nhất so với hành tinh, khoảng cách ánh sáng phải truyền cũng là xa nhất, hiệu hai khoảng cách cực trị này bằng đường kính quỹ đạo Trái Đất quanh Mặt Trời. Quan sát sự thay đổi trong chu kỳ quỹ đạo của vệ tinh tự nhiên thực chất là hiệu thời gian ánh sáng phải lan truyền giữa khoảng cách ngắn và khoảng cách dài hơn. Rømer đã phát hiện ra hiệu ứng này đối với vệ tinh phía trong Io của Sao Mộc và ông kết luận ánh sáng mất 22 phút để đi qua đường kính của quỹ đạo Trái Đất (giá trị ngày nay đo được là hơn 16 phút).

Hiện tượng quang sai: ánh sáng từ nguồn ở xa hiện lên ở vị trí khác đối với một kính thiên văn chuyển động do tốc độ hữu hạn của ánh sáng.

Một phương pháp khác được sử dụng đó là hiện tượng quang sai, do nhà thiên văn James Bradley khám phá ra và giải thích vào thế kỷ XVIII. Kết quả này có từ phép cộng vectơ vận tốc tia sáng phát ra từ nguồn ở xa (như ngôi sao) với vận tốc của thiết bị quan sát (hình bên phải). Một thiết bị quan sát chuyển động sẽ nhìn thấy ánh sáng phát ra từ hướng khác và vị trí của nguồn bị dịch chuyển khỏi vị trí ban đầu. Do hướng của vectơ vận tốc Trái Đất thay đổi liên tục do nó tự quay cũng như quay trên quỹ đạo quanh Mặt Trời, hiệu ứng này là nguyên nhân làm cho vị trí biểu kiến của các ngôi sao di chuyển tròn. Từ góc lệch lớn nhất của vị trí những ngôi sao trên bầu trời (vào khoảng 20,5 giây cung) chúng ta có thể tính được tốc độ ánh sáng theo vận tốc của Trái Đất trên quỹ đạo quanh Mặt Trời, mà độ dài một năm đã biết có thể dễ dàng tính ra thời gian cần thiết để ánh sáng truyền từ Mặt Trời đến Trái Đất. Năm 1729, Bradley sử dụng phương pháp này đề tính ra ánh sáng di chuyển nhanh hơn Trái Đất trên quỹ đạo 10.210 lần (tính toán hiện đại bằng 10.066 lần nhanh hơn) hay tương đương, ánh sáng mất 8 phút 12 giây để truyền từ Mặt Trời đến Trái Đất.
Ngày nay, "thời gian ánh sáng cho đơn vị khoảng cách"—giá trị nghịch đảo của c, biểu diễn bằng giây trên đơn vị thiên văn— đo bằng cách so sánh thời gian cho tín hiệu vô tuyến đến những tàu không gian khác nhau trong hệ Mặt Trời, mà vị trí của chúng có thể tính từ hiệu ứng hấp dẫn do ảnh hưởng của Mặt Trời và các hành tinh khác nhau. Bằng cách kết hợp những quan sát này, ta sẽ thu được giá trị phù hợp nhất cho thời gian ánh sáng trên đơn vị khoảng cách. Tính đến  năm 2009, giá trị phù hợp nhất, được công nhận bởi Hiệp hội thiên văn quốc tế (IAU), là:
thời gian ánh sáng cho đơn vị khoảng cách: 499004783836(10) s
c = 000200398880410(4) AU/s = 173144632674(3) AU/ngày
Sai số trong những phép đo là 0,02 phần tỷ (2×10-11), tương đương với những sai số đo khoảng cách bằng các giao thoa kế trên mặt đất. Từ khi mét được định nghĩa là độ dài ánh sáng truyền qua chân không trong một khoảng thời gian nhất định, phép đo về độ lớn thời gian ánh sáng cho đơn vị khoảng cách cũng có thể chuyển đổi sang độ lớn của 1 AU bằng mét.

### Kỹ thuật thời gian bay
Một phương pháp đo tốc độ ánh sáng khác là đo thời gian cần thiết cho ánh sáng đi tới gương ở một khoảng cách đã biết và phản xạ trở lại. Nguyên lý đo này được Hippolyte Fizeau và Léon Foucault phát triển với thiết bị gọi là dụng cụ Fizeau–Foucault.

Minh họa dụng cụ Fizeau–Foucault

Fizeau bố trí thí nghiệm bằng cách cho chùm sáng chiếu đến một gương phản xạ cách xa 8 kilômét (5 mi). Trên quãng đường từ nguồn đến gương, chùm sáng vượt qua một bánh xe có răng. Với một tốc độ quay xác định, chùm sáng vượt qua khe răng cưa trên đường tới gương và phản xạ lại vượt qua một khe răng cưa khác, nhưng nếu bánh xe hơi quay nhanh hơn hoặc chậm hơn tốc độ quay này thì chùm sáng sẽ bị cản bởi răng và không vượt qua được bánh xe. Khoảng cách đến bánh xe và gương là cho xác định trước; số răng trên bánh xe, tốc độ quay bánh xe và tốc độ ánh sáng có thể tính ra được.
Phương pháp của Foucault đó là thay thế bánh xe răng cưa bằng một gương quay. Bởi vì gương quay liên tục khi có ánh sáng truyền từ nguồn đến gương phản xạ ở xa và quay ngược trở lại, ánh sáng bị phản xạ tại gương quay với góc của tia tới khác góc của tia phản xạ. Từ hiệu độ lớn góc này, vận tốc quay đã biết và khoảng cách đến gương phản xạ ở xa ông tính ra được tốc độ ánh sáng.

Ngày nay bằng sử dụng dao động ký với độ phân giải nhỏ hơn một nanô giây, tốc độ ánh sáng có thể đo được trực bằng đo độ trễ thời gian của chùm sáng hay laser từ một laser hoặc đèn LED phản xạ từ gương. Phương pháp này ít chính xác hơn (với sai số cỡ 1%) các phương pháp hiện đại khác, nhưng thường được sử dụng trong các phòng thí nghiệm cho sinh viên đại học.

### Hằng số điện từ
Một cách gián tiếp để tính giá trị của c mà không liên quan đến phép đo lan truyền của sóng điện từ đó là sử dụng phương trình liên hệ c với hằng số điện môi ε0 và hằng số từ môi μ0 trong lý thuyết Maxwell: c2 = 1/(ε0μ0). Hằng số điện môi đo theo điện dung của một tụ điện với kích thước hình học đã biết, trong khi hằng số từ môi có giá trị cố định chính xác bằng 4π×10−7 H×m-1 thông qua định nghĩa của đơn vị cường độ dòng điện Ampe. Rosa và Dorsey sử dụng phương pháp này vào năm 1907 và thu được giá trị 299710±22 km/s.

### Sự cộng hưởng trong hốc

Sóng điện từ đứng trong một hốc.

Một cách khác để tính tốc độ ánh sáng đó là đo độc lập riêng rẽ tần số f và bước sóng λ của một sóng điện từ trong chân không. Từ đó giá trị của c dễ dàng tìm được theo công thức c = fλ. Một lựa chọn đó là đo tần số cộng hưởng sử dụng một bộ cộng hưởng hốc (cavity resonator). Một khi biết được kích thước của hốc cộng hưởng, chúng ta có thể sử dụng nó để đo bước sóng. Năm 1946, Louis Essen và A.C. Gordon-Smith đo được tần số cho nhiều mode chính tắc (normal mode) của sóng vi ba trong một hốc vi ba đã biết chính xác kích thước. Kích thước của nó được đo chính xác cỡ ±0,9μm sử dụng chuẩn độ của giao thoa kế. Khi bước sóng của những mode đã biết từ kích thước hình học của hốc và từ lý thuyết điện từ, kết hợp với giá trị đo tần số hai ông đã tính ra được tốc độ ánh sáng.
Kết quả của Essen–Gordon-Smith là 299792±9 km/s, chính xác hơn kỹ thuật của họ khi sử dụng kĩ thuật quang học. Cho đến 1950, những thí nghiệm lặp lại bởi Essen cho giá trị 2997925±30 km/s.
Kỹ thuật này có thể được thực hiện trong gia đình bằng sử dụng một lò vi sóng với đồ ăn như kẹo dẻo hoặc bơ thực vật: nếu đĩa xoay được nhấc ra khiến cho đồ ăn không thể di chuyển được, nó sẽ bị nung nóng nhanh nhất tại bụng sóng (điểm tại đó sóng có biên độ lớn nhất), và đồ ăn bắt đầu bị tan chảy. Khoảng cách giữa hai điểm như vậy bằng một nửa bước sóng của sóng vi ba; bằng cách đo khoảng cách này và nhân bước sóng với tần số sử dụng trong lò (thường được ghi tại nhãn mặt sau của lò, giá trị điển hình là 2450 MHz), thì giá trị của c sẽ tính được "thường với sai số nhỏ hơn 5%".

### Giao thoa kế

Giao thoa kế đo độ dài. Bên trái xuất hiện ảnh vân giao thoa (cực đại); bên phải ảnh bị triệu tiêu.

Giao thoa kế là một dụng cụ cho phép đo được bước sóng của bức xạ điện từ và xác định được tốc độ ánh sáng. Một chùm sáng kết hợp (như laser), mà đã biết tần số (f), bị tách thành hai tia sau đó được kết hợp với nhau. Bằng điều chỉnh quãng đường truyền tia sáng trong khi quan sát ảnh giao thoa và cẩn thận đo quãng đường điều chỉnh, chúng ta có thể xác định được bước sóng (λ). Tốc độ ánh sáng khi đó bằng c = λf.
Trước khi có công nghệ laser, những nguồn vô tuyến kết hợp đã được sử dụng trong các phép đo giao thoa về tốc độ ánh sáng. Tuy nhiên phương pháp xác định bước sóng bằng giao thoa kế đối với sóng vô tuyến trở lên ít chính xác và bị giới hạn với bước sóng dài (~0,4 cm). Độ chính xác có thể tăng lên bằng sử dụng ánh sáng có bước sóng ngắn hơn, nhưng lúc đó lại khó khăn khi đo trực tiếp tần số ánh sáng. Một cách để vượt qua khó khăn này là bắt đầu bằng sử dụng tín hiệu có tần số thấp mà tần số này đã xác định được, sau đó sử dụng các tín hiệu với tần số tăng dần mà những tần số này có liên hệ hoặc bằng bội số lần tần số đầu tiên. Tia laser có thể dùng với tần số cố định và bước sóng của nó có thể đo được. Kĩ thuật này đã được một nhóm ở Viện tiêu chuẩn quốc gia (NBS) (Hoa Kỳ) (sau đổi tên thành Viện tiêu chuẩn và công nghệ quốc gia "National Institute of Standards and Technology" - NIST) thực hiện năm 1972 nhằm đo tốc độ ánh sáng trong chân không với sai số bằng 35×10−9.

## Lịch sử
Cho đến tận thời kỳ cận đại, người ta vẫn chưa biết liệu ánh sáng di chuyển tức thời hay với vận tốc hữu hạn. Ghi nhận đầu tiên về tranh luận này xuất hiện từ Hy Lạp cổ đại. Các nhà triết học Hy Lạp cổ đại, Hồi giáo và châu Âu trung cổ đã tranh cãi kinh niên về vấn đề tốc độ ánh sáng cho đến khi Rømer đưa ra tính toán và quan sát đầu tiên về tốc độ ánh sáng. Thuyết tương đối hẹp của Einstein coi tiên đề về hắng số tốc độ ánh sáng trong mọi hệ quy chiếu quán tính. Từ đó đến nay các nhà khoa học đã có nhiều đo đạc kiểm chứng tốc độ ánh sáng.

### Lịch sử sơ khai
Nhà triết học Empedocles là người đầu tiên bàn đến vấn đề tốc độ ánh sáng là hữu hạn. Ông cho rằng ánh sáng là một thứ gì đó có chuyển động do vậy nó cần thời gian để đi một quãng đường. Aristotle lập luận ngược lại, rằng "ánh sáng là một thứ gì đó nhưng nó không di chuyển". Euclid và Ptolemy nêu ra lý thuyết về sự nhìn của mắt người, trong đó ánh sáng phát ra từ mắt và cho phép con người cảm nhận được hình ảnh. Dựa trên lý thuyết này, Heron ở Alexandria lập luận rằng tốc độ ánh sáng phải là vô hạn bởi vì những vật ở xa như các ngôi sao hiện lên dường như ngay tức thì khi mắt mở ra.
Các nhà triết học Hồi giáo cổ đại ban đầu ủng hộ quan điểm của Aristote về ánh sáng không có tốc độ chuyển động. Năm 1021, Alhazen (Ibn al-Haytham) viết một cuốn sách về quang học, và ông đưa một loạt các lập luận về sự nhìn cũng như kết luận rằng ánh sáng phải phát ra từ vật truyền đến mắt người. Do đó Alhazen cho rằng ánh sáng phải di chuyển với vận tốc hữu hạn, và tốc độ ánh sáng cũng biến đổi, giảm đi trong những vật liệu đặc hơn. Ông cũng nghĩ rằng ánh sáng là một loại chất, lan truyền trên quãng đường đòi hỏi thời gian, ngay cả khi chúng ta không cảm nhận được. Cũng ở thế kỷ XI, Abū Rayhān al-Bīrūnī đồng ý với thuyết tốc độ ánh sáng là hữu hạn, và ông nhận ra ánh sáng phải có vận tốc lớn hơn vận tốc âm thanh.
Trong thế kỷ XIII, Roger Bacon cho rằng ánh sáng trong không khí không có tốc độ vô hạn, khi ông sử dụng những lập luận triết học của Alhazen và Aristotle. Trong thập niên 1270, Witelo xem xét khả năng ánh sáng truyền với tốc độ lớn vô hạn trong chân không, nhưng có tốc độ chậm dần trong những môi trường khác.
Đầu thế kỷ XVII, nhà thiên văn học Johannes Kepler tin rằng tốc độ ánh sáng là vô hạn do ông nghĩ trong chân không không có thứ gì cản trở nó. René Descartes lập luận nếu tốc độ ánh sáng là hữu hạn, thì Mặt Trời, Trái Đất, và Mặt Trăng có thể nhận ra không còn sắp hàng trong quá trình nhật thực. Do những sự lệch hàng này không quan sát được, Descartes kết luận tốc độ ánh sáng là vô hạn. Descartes từng nói nếu tốc độ ánh sáng được xác nhận là hữu hạn, toàn bộ tư tưởng triết học của ông sẽ sụp đổ.

### Những nỗ lực đo đầu tiên
Năm 1629, Isaac Beeckman nêu ra một thí nghiệm trong đó một người quan sát tia sáng phát ra từ nòng pháo phản xạ lại từ một cái gương cách xa một dặm (1,6 km) nhưng không nhận ra sự chậm trễ nào. Năm 1638, Galileo Galilei đề xuất một thí nghiệm mà có lẽ đã được yêu cầu thực hiện từ những năm trước đó, để đo tốc độ của ánh sáng bằng quan sát độ trễ khi mở và đóng khe chắn sáng từ một khoảng cách xa. Ông đã không phân biệt được ánh sáng truyền đi tức thì hay không, nhưng kết luận rằng, tốc độ ánh sáng nếu hữu hạn thì nó phải cực nhanh. Thí nghiệm của Galileo thực hiện ở Accademia del Cimento tại Florence, Italia năm 1667 với đèn dầu nằm cách xa một dặm và ông không nhận ra độ trễ nào. Độ trễ thực của thí nghiệm vào khoảng 11 micro giây và không thể nhận ra bằng mắt thường.

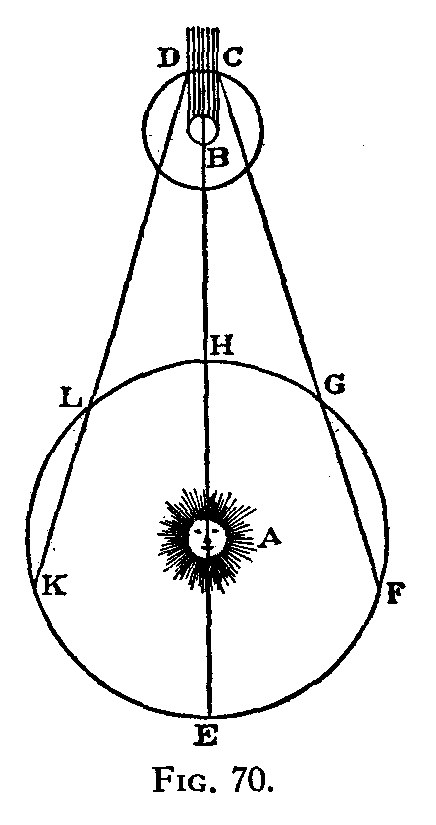
Hình vẽ minh họa phương pháp quan sát của Rømer về sự che khuất của vệ tinh Io nhìn từ Trái Đất

Ước lượng giá trị tốc độ ánh sáng lần đầu tiên do Rømer tính ra vào năm 1676. Bằng quan sát chu kỳ của vệ tinh vòng trong Io của Sao Mộc ông thấy chu kỳ của nó nhỏ hơn khi Trái Đất ở gần Sao Mộc so với khi Trái Đất lùi ra Sao Mộc, và ông kết luận rằng ánh sáng có tốc độ hữu hạn, và tính ra ánh sáng phải mất 22 phút để vượt qua đường kính quỹ đạo của Trái Đất. Nhà thiên văn Christiaan Huygens kết hợp phương pháp này và phương pháp tính quỹ đạo Trái Đất để tìm ra tốc độ ánh sáng bằng 220000 km/s, thấp hơn 26% so với giá trị thực.
Trong cuốn sách in năm 1704, Opticks, nhà bác học Isaac Newton có viết về các tính toán của Rømer cho tốc độ hữu hạn của ánh sáng và tự ông tìm ra được thời gian cho ánh sáng đi từ Mặt Trời đến Trái Đất mất khoảng "7 hoặc 8 phút" (giá trị hiện đại là 8 phút 19 giây). Newton cũng đặt thêm nghi vấn là liệu quan sát hiện tượng che khuất của Rømer có liên quan đến màu sắc; và khi biết rằng tính toán của ông ta không liên quan đến màu sắc, Newton kết luận là tốc độ ánh sáng với màu khác nhau có cùng một giá trị. Năm 1729, James Bradley khám phá ra hiện tượng quang sai. Từ hiệu ứng này ông xác định được ánh sáng phải đi nhanh hơn 10.210 lần so với vận tốc của Trái Đất trên quỹ đạo (giá trị hiện đại bằng 10.066) hay tương đương, ánh sáng mất 8 phút 12 giây để truyền từ Mặt Trời đến Trái Đất.

### Liên hệ với thuyết điện từ
Trong thế kỷ XIX, Hippolyte Fizeau nghĩ ra một phương pháp nhằm xác định tốc độ ánh sáng dựa trên phép đo thời gian bay trên mặt đất và công bố giá trị 315000 km/s. Phương pháp của ông được Léon Foucault cải tiến và thu được 298000 km/s vào năm 1862. Trong năm 1856, Wilhelm Eduard Weber và Rudolf Kohlrausch đã đo tỉ số của đơn vị điện môi và đơn vị từ môi, 1/√ε0μ0, bằng sử dụng chai Leyden, và họ thấy giá trị số này gần bằng với giá trị tốc độ ánh sáng do Fizeau công bố. Những năm sau Gustav Kirchhoff tính toán tín hiệu điện truyền qua một dây lý tưởng không có điện trở và nhận thấy nó truyền với tốc độ ánh sáng. Đầu những năm 1860, Maxwell chứng minh rằng theo lý thuyết điện từ mà ông đang nghiên cứu, sóng điện từ lan truyền trong chân không với vận tốc bằng với giá trị mà Weber/Kohrausch đã tìm ra ở trên, và chú ý tới giá trị xấp xỉ của nó với tốc độ ánh sáng mà Fizeau đã đo được, ông đề xuất ra là thực chất ánh sáng phải là một sóng điện từ.

### "Ête siêu sáng"

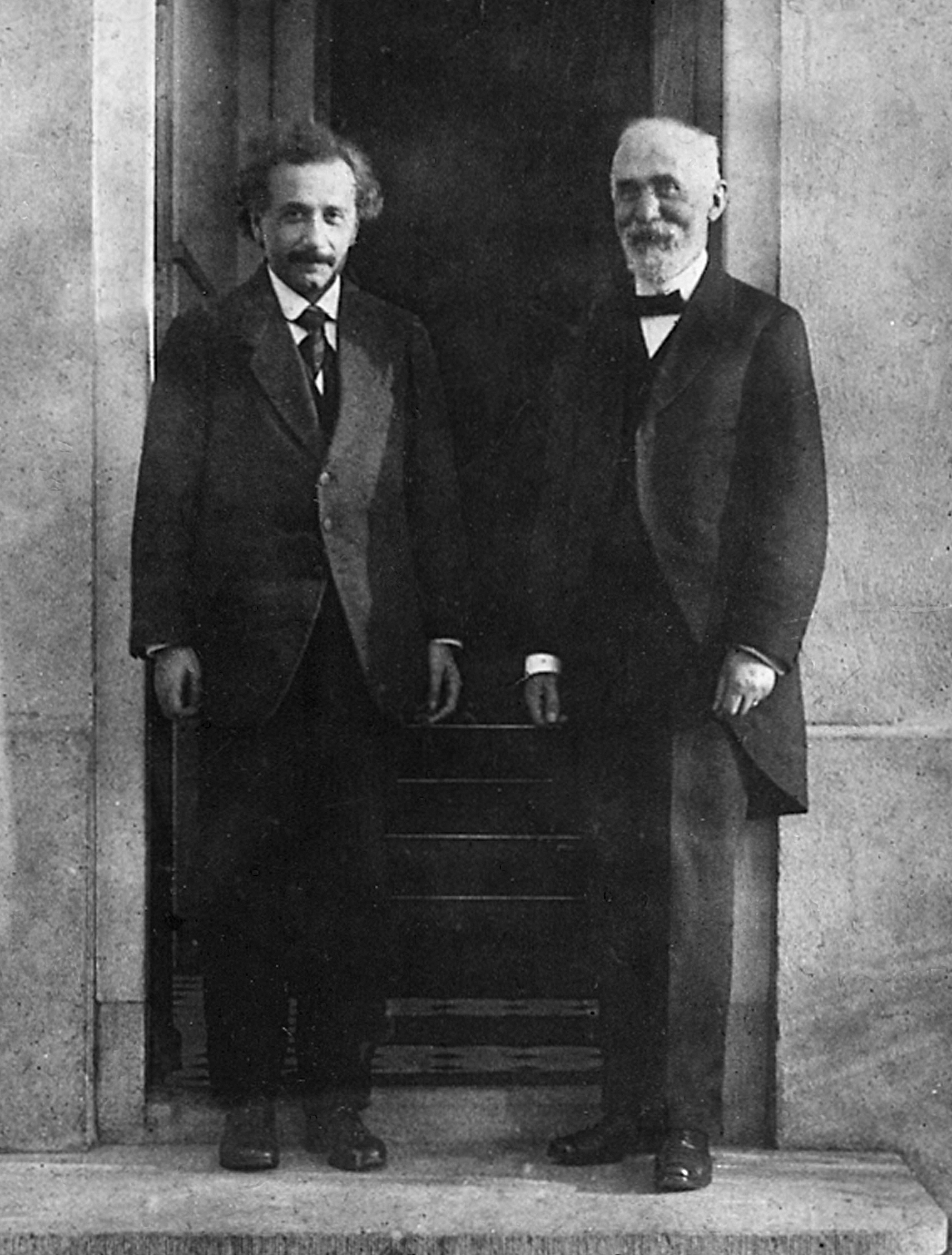
Hendrik Lorentz và Albert Einstein.

Trong thế kỷ XIX các nhà khoa học đã từng nghĩ rằng chân không bị choán đầy bởi một môi trường nền gọi là ête siêu sáng mà ánh sáng truyền qua. Một số nhà vật lý nghĩ rằng ête này có vai trò như một hệ quy chiếu ưu tiên cho ánh sáng truyền qua và vì vậy có thể đo được chuyển động của Trái Đất so với môi trường nền này, bằng cách đo tính đẳng hướng của tốc độ ánh sáng. Khởi đầu những năm 1880 một vài người đã cố gắng thiết kế các thí nghiệm nhằm xác định được chuyển động của Trái Đất so với ête, và thí nghiệm nổi tiếng nhất đó là thí nghiệm thực hiện bởi Albert Michelson và Edward Morley vào năm 1887. Chuyển động được xác định luôn luôn nhỏ hơn sai số thực nghiệm. Một số thí nghiệm hiện đại hàm ý giới hạn trên của chuyển động này - trong phương pháp hai đường truyền ánh sáng (two-way) về tính đẳng hướng của tốc độ ánh sáng (tốc độ có giá trị như nhau trong mọi hướng) - phải nhỏ hơn 6 nanô mét trên giây.
Hendrik Lorentz dựa trên kết quả thí nghiệm của Michelson đề xuất ra cách giải thích đó là chuyển động của dụng cụ thí nghiệm trong môi trường ête làm cho dụng cụ bị co độ dài dọc theo hướng chuyển động, và ông còn giả sử xa hơn, đó là tốc độ thời gian trôi ("thời gian cục bộ") biến đổi đối với những hệ chuyển động tuân theo công thức mà ông tìm ra, gọi là phép biến đổi Lorentz. Dựa trên lý thuyết ête của Lorentz, Henri Poincaré (1900) chứng minh rằng thời gian cục bộ (đối với số hạng bậc nhất v/c) ám chỉ đo bởi đồng hồ chuyển động trong ête, và chúng được đồng bộ bởi tính hằng số của tốc độ ánh sáng. Năm 1904, ông đoán rằng tốc độ ánh sáng có thể giới hạn vận tốc của những hệ động lực, và mang lại những giả thuyết trong lý thuyết Lorentz được xác nhận. Năm 1905, Poincaré đưa lý thuyết ête của Lorentz thành lý thuyết phù hợp hoàn toàn với nguyên lý tương đối.

### Thuyết tương đối hẹp
Năm 1905 Einstein giả thuyết ngay từ đầu rằng tốc độ ánh sáng trong chân không, đo bởi quan sát viên chuyền động không gia tốc, là độc lập với chuyển động của nguồn sáng hay quan sát viên. Sử dụng tiên đề này và nguyên lý tương đối như một cơ sở ông đã thiết lập lên thuyết tương đối hẹp, trong đó tốc độ ánh sáng trong chân không c được coi là một hằng số cơ bản, và cũng xuất hiện trong những phương trình không có sự tham gia của ánh sáng. Lý thuyết này làm cho khái niệm về môi trường ête tĩnh tại (trong lý thuyết Lorentz và phát triển bởi Poincaré) không còn giá trị và làm cách mạng hóa sự hiểu biết của các nhà khoa học về không gian và thời gian.

### Tăng độ chính xác củacvà định nghĩa lại mét
Trong nửa cuối thế kỷ XX sự tiến triển của vật lý học và công nghệ đã giúp cho giá trị tốc độ ánh sáng ngày càng trở lên chính xác hơn, đầu tiên là kỹ thuật đo bằng hốc cộng hưởng và sau đó bằng kỹ thuật giao thoa kế laser. Năm 1972, dựa trên phương pháp sau và việc định nghĩa lại đơn vị đo độ dài mét từ năm 1960 theo vạch phổ của nguyên tử krypton-86, một nhóm các nhà vật lý ở Viện tiêu chuẩn và công nghệ quốc gia NIST ở Boulder, Colorado xác định được tốc độ ánh sáng trong chân không c = 2997924562±11 m/s. Giá trị này có sai số nhỏ hơn 100 lần sai số của những giá trị trước đó. Sai số trong phép đo của họ chủ yếu xuất hiện trong độ bất định của định nghĩa đơn vị đo độ dài mét. Từ những thí nghiệm tương tự tìm được giá trị chính xác cao cho c, hội nghị Conférence Générale des Poids et Mesures (CGPM) lần thứ 15 năm 1975 đề nghị sử dụng giá trị 299792458 m/s cho tốc độ ánh sáng.
Năm 1983 hội nghị CGPM lần thứ 17 định nghĩa lại đơn vị đo mét, "Mét là độ dài của quãng đường ánh sáng truyền trong chân không với thời gian bằng 1/299 792 458 của một giây." Theo định nghĩa này, giá trị của tốc độ ánh sáng trong chân không chính xác bằng 299792458 m/s và trở thành hằng số được định nghĩa trong hệ đơn vị SI. Những thí nghiệm nâng cao độ chính xác không ảnh hưởng đến giá trị của tốc độ ánh sáng trong hệ SI, thay vì thế nó cho phép đo chính xác hơn đơn vị mét.